# Fleisherites
Fleisherites es un género de foraminífero planctónico de la subfamilia Heterohelicinae, de la familia Heterohelicidae, de la superfamilia Heterohelicoidea, del suborden Globigerinina y del orden Globigerinida. Su especie tipo es Guembelina glabrans. Su rango cronoestratigráfico abarca desde el Campaniense superior hasta el Maastrichtiese (Cretácico superior).

## Descripción
Fleisherites incluía especies con conchas biseriadas, inicialmente planiespiraladas, de forma subtriangular; sus cámaras eran lateralmente comprimidas y frontalmente reniformes o semicirculares; sus suturas intercamerales eran incididas; su contorno ecuatorial era subtriangular y lobulada; su periferia era subaguda; su abertura principal era interiomarginal, lateral, con forma de arco amplio y simétrico, y bordeada por un labio con amplias solapas laterales; presentaban pared calcítica hialina, microperforada, y superficie lisa, o finamente pustulada o estriada.

## Discusión
El género Fleisherites no ha tenido mucha difusión entre los especialistas. Clasificaciones posteriores incluirían Fleisherites en el orden Heterohelicida.

## Clasificación
Fleisherites incluye a la siguiente especie:
- Fleisherites glabrans †